# Xenophrys oropedion
Xenophrys oropedion é uma espécie de anfíbio anuro da família Megophryidae. Está presente na Índia. A UICN classificou-a como quase ameaçada.